# Armel Kazangba
Armel Kazangba (ur. 31 października 1981) – środkowoafrykański piłkarz występujący na pozycji napastnika.
W reprezentacji Republiki Środkowoafrykańskiej rozegrał dwa spotkania. Zadebiutował w niej 10 sierpnia 2011 w przegranym 1:2 towarzyskim meczu z Maltą, a po raz drugi wystąpił w kadrze 4 września 2011 w zremisowanym 0:0 pojedynku kw. do PNA 2012 z Marokiem.